# Kontaminationsnachweisgerät

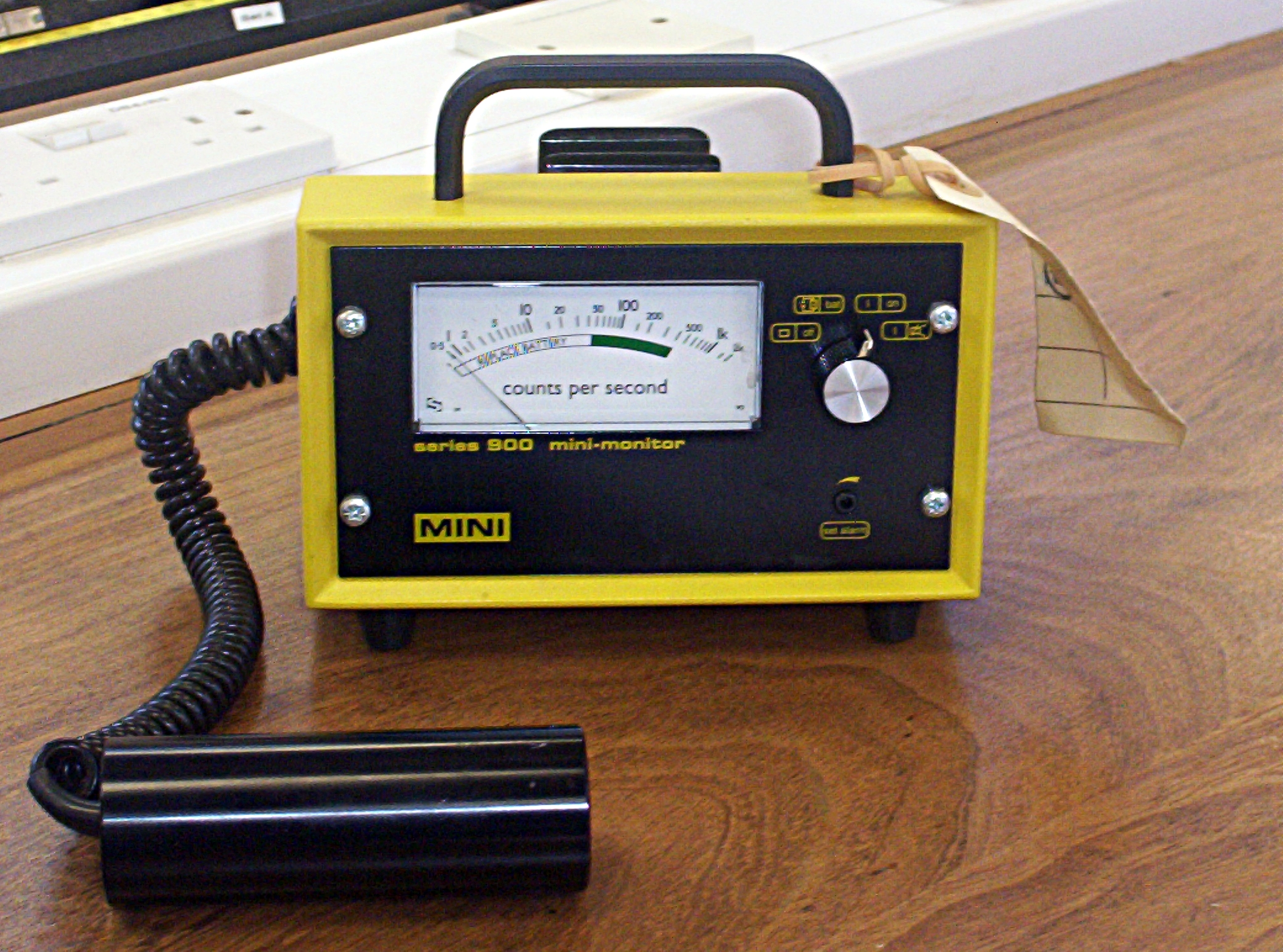
Analog anzeigendes Kontaminationsnachweisgerät mit Geigerzählrohr

Ein Kontaminationsnachweisgerät dient im Strahlenschutz dem Aufspüren von Verunreinigungen (Kontaminationen) durch radioaktive Stoffe. Es kann Alpha-, Beta- und Gammastrahlung messen. Dazu wird das Kontaminationsnachweisgerät nahe an der zu prüfenden Fläche oder dem zu prüfenden Körperteil vorbeigeführt. Auftretende Strahlung löst im Detektor elektrische Impulse aus. Die Impulse werden als Knacken oder Piepen im Lautsprecher hörbar gemacht, und ihre Zählrate wird in Ziffern oder durch ein Zeigerinstrument angezeigt.
Auch die Hand-Fuß-Monitore, die beim Verlassen von Kontrollbereichen benutzt werden müssen, sind Kontaminationsnachweisgeräte.

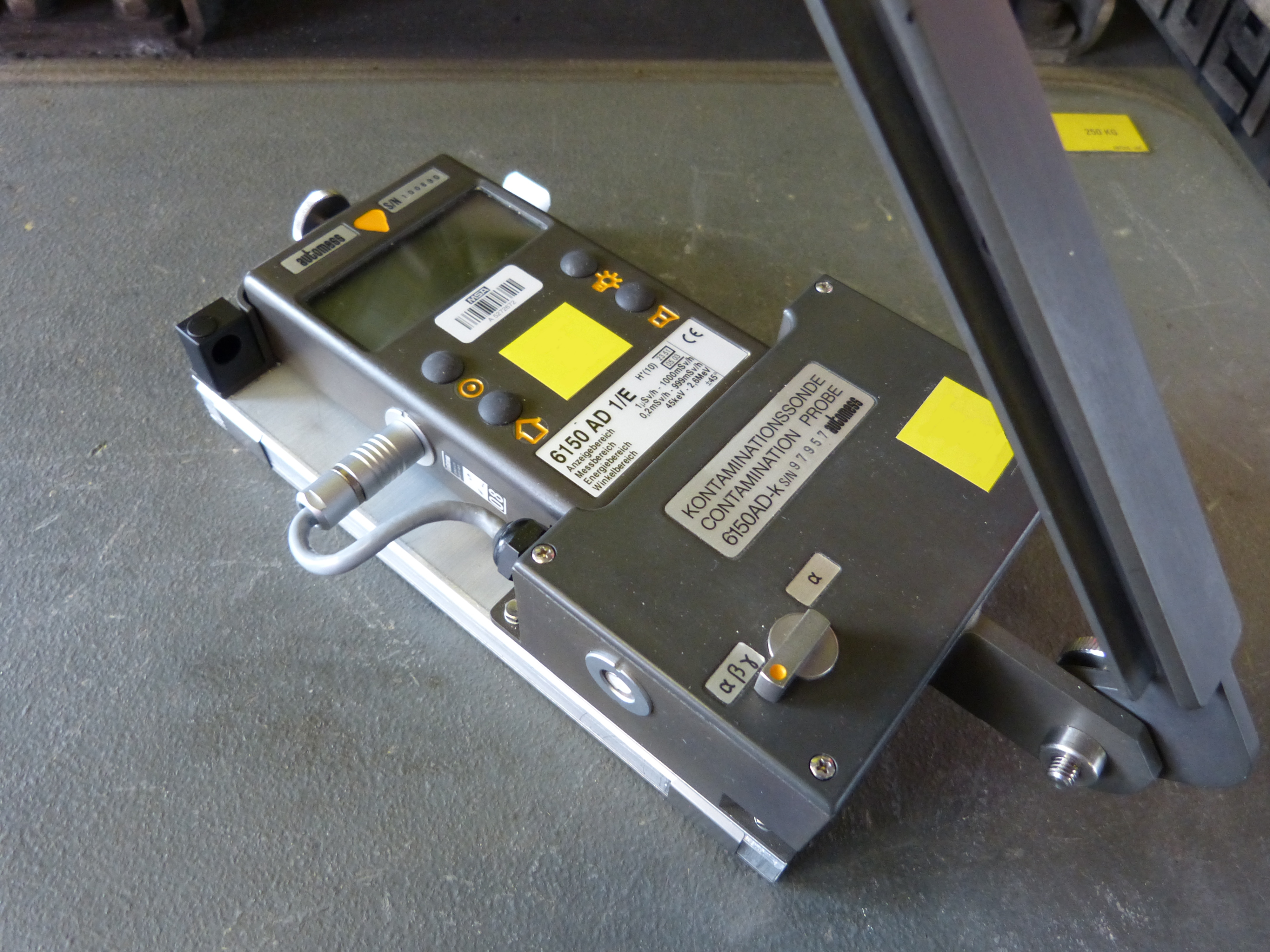
Digital anzeigendes Kontaminationsnachweisgerät, bestehend aus einem Dosisleistungsmessgerät kombiniert mit einer Kontaminationssonde
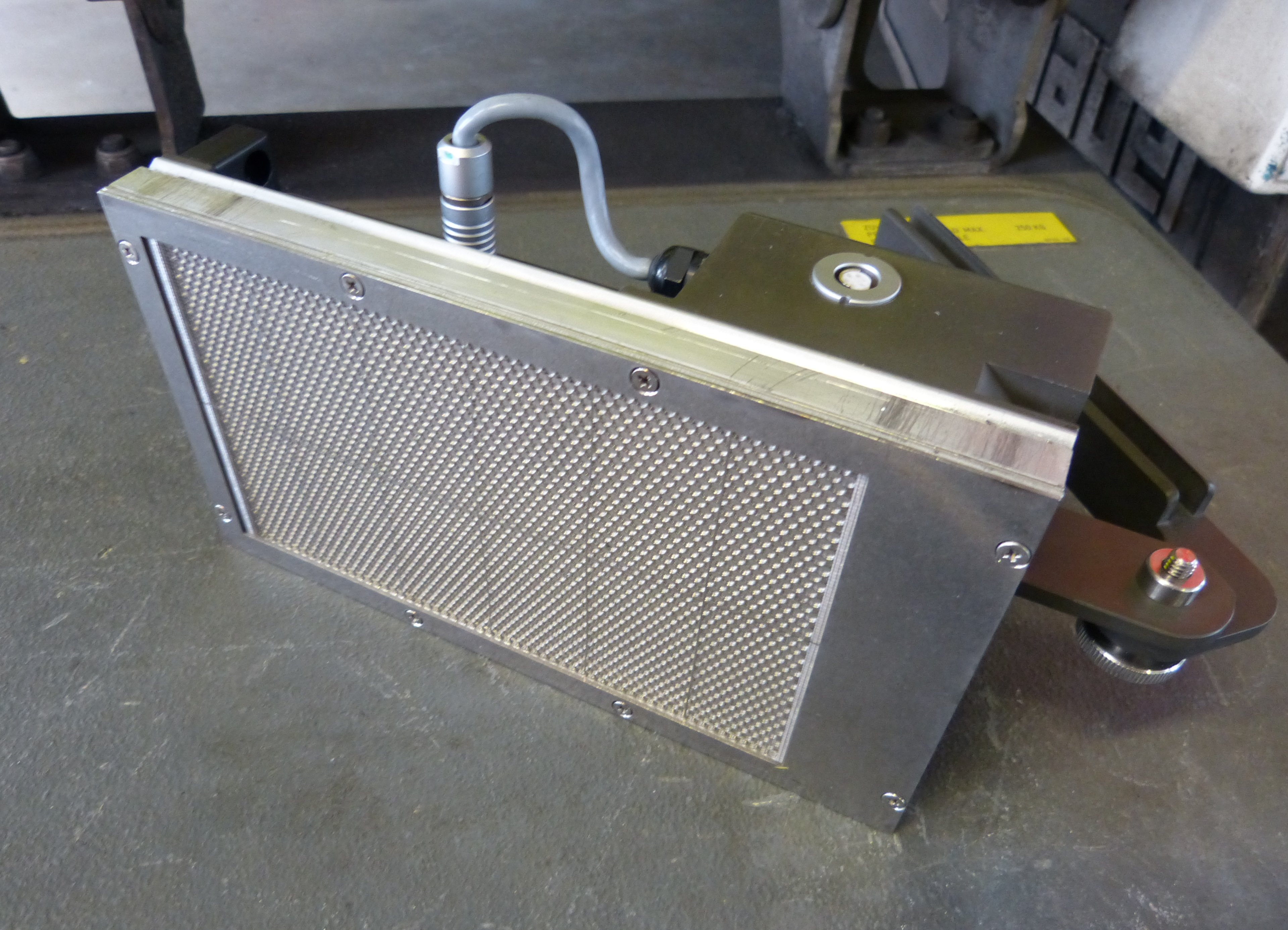
Einfallsfenster an der Unterseite der Kontaminationssonde. Die Sonde ist ein Durchfluss-Proportionalzähler
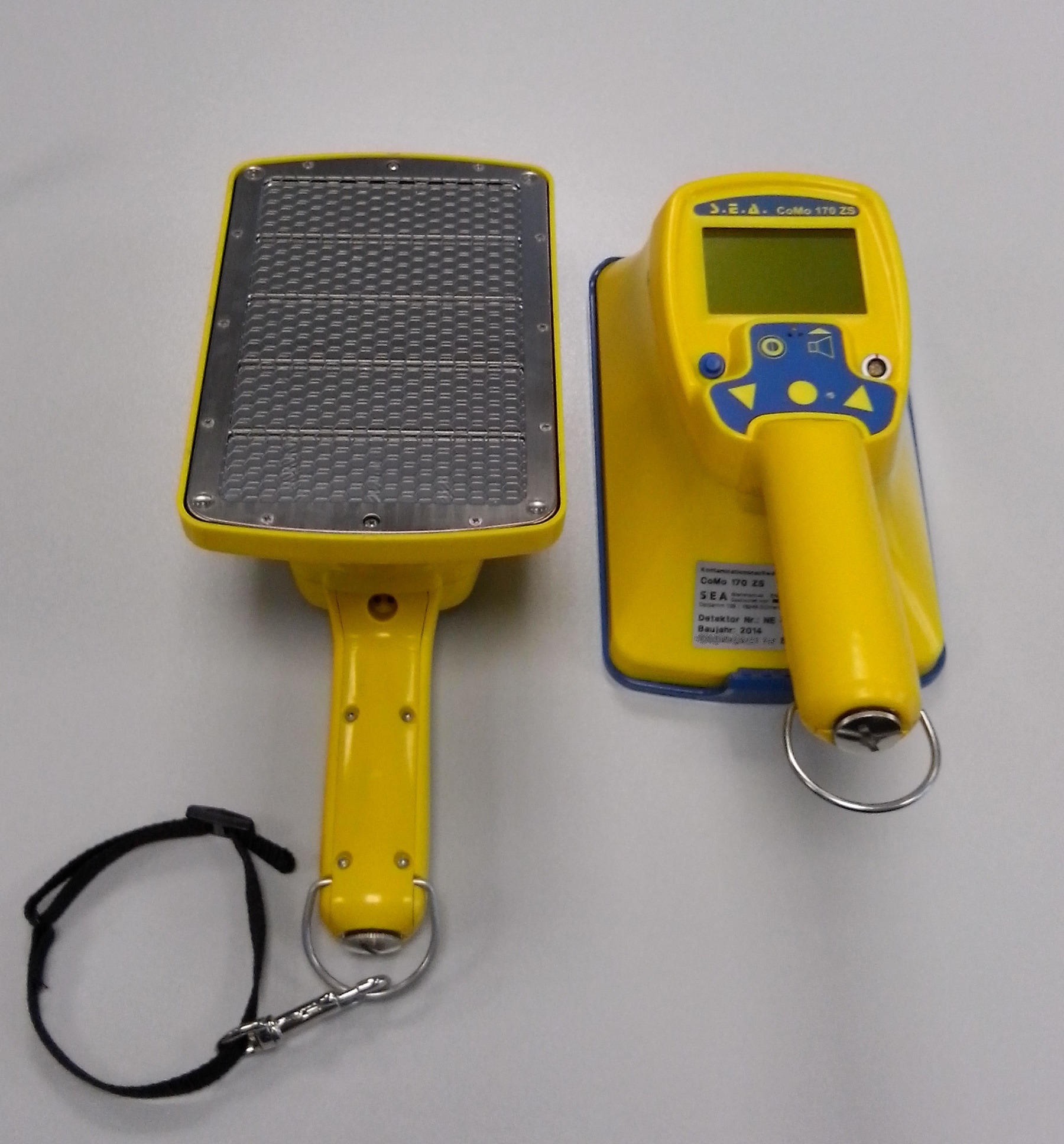
Digitales Kontaminationsnachweisgerät mit dünnschichtigem Plastikszintillator (170 cm²)

## Messprinzip
Kontaminationsnachweisgeräte arbeiten meistens nach dem Prinzip des Proportionalzählers oder des Geigerzählers. In diesen Zählrohren wird meist entweder ein Propan-Butan-Gemisch oder Xenon als Messgas verwendet. Neuere Modelle nutzen einen Szintillator.